# Теодорос Гулиотидис
Теодорос Гулиотидис (на гръцки: Θεόδωρος Γουλιωτίδης) е гръцки политик, кмет на Костур.

## Биография
Роден е в 1885 година в понтийската крайбрежна паланка Аполониада, тогава в Османската империя, днес Турция. Учи в Аполониада, след което завършва Фармацевтичното училище в Цариград и в 1906 година и се установява в Костур като фармацевт, на мястото на турчин, който заминава за Цариград. След смъртта на турския фармацевт Гулиотидис дълги години поддържа аптека на Чаршийската улица, днешната Митрополитска. Няколко пъти е общински съветник, председател на общинския съвет и в 1927 година е избран за кмет на община Костур. Гулиотидис е важна и уважавана личност в града и кани и помага на много свои съграждани от Аполониада да се заселят в Костур след Малоазийската катастрофа. По време на управлението му започва изграждането на бежанското селище на хълма Варош (по-късно Калитеа).
Умира в 1952 година.